# Stillness of Heart
Stillness of Heart è il secondo singolo ad essere estratto dal sesto album di Lenny Kravitz, intitolato Lenny uscito nel 2002.

## Il video
Il video di Stillness of Heart, diretto da Mark Seliger, vede Kravitz camminare in mezzo alla folla in una grande metropoli, mentre canta il brano. In seguito lo si vede in altri ambienti urbani come su un cavalcavia o in un tunnel, ed anche sotto la pioggia. Soltanto alla fine del video, lo scenario cambia, e si vede il cantante finire il brano in mezzo agli alberi di una fitta foresta.

## Tracce
1. Stillness of Heart (edit)
2. Stillness of Heart (acoustic version)
3. Flowers for Zoe (acoustic version)

## Classifiche
| Classifiche (2002) | posizione più alta |
| ------------------ | ------------------ |
| Austria            | 51                 |
| Belgio (Vallonia)  | 66                 |
| Brasile            | 33                 |
| Francia            | 83                 |
| Germania           | 38                 |
| Italia             | 16                 |
| Paesi Bassi        | 84                 |
| Polonia            | 10                 |
| Regno Unito        | 44                 |
| Romania            | 60                 |
| Svizzera           | 31                 |